# Tharsis (Marte)
Tharsis es una región de Marte, consistente en una enorme altiplanicie volcánica localizada en la zona ecuatorial del planeta, en el borde occidental de Valles Marineris.

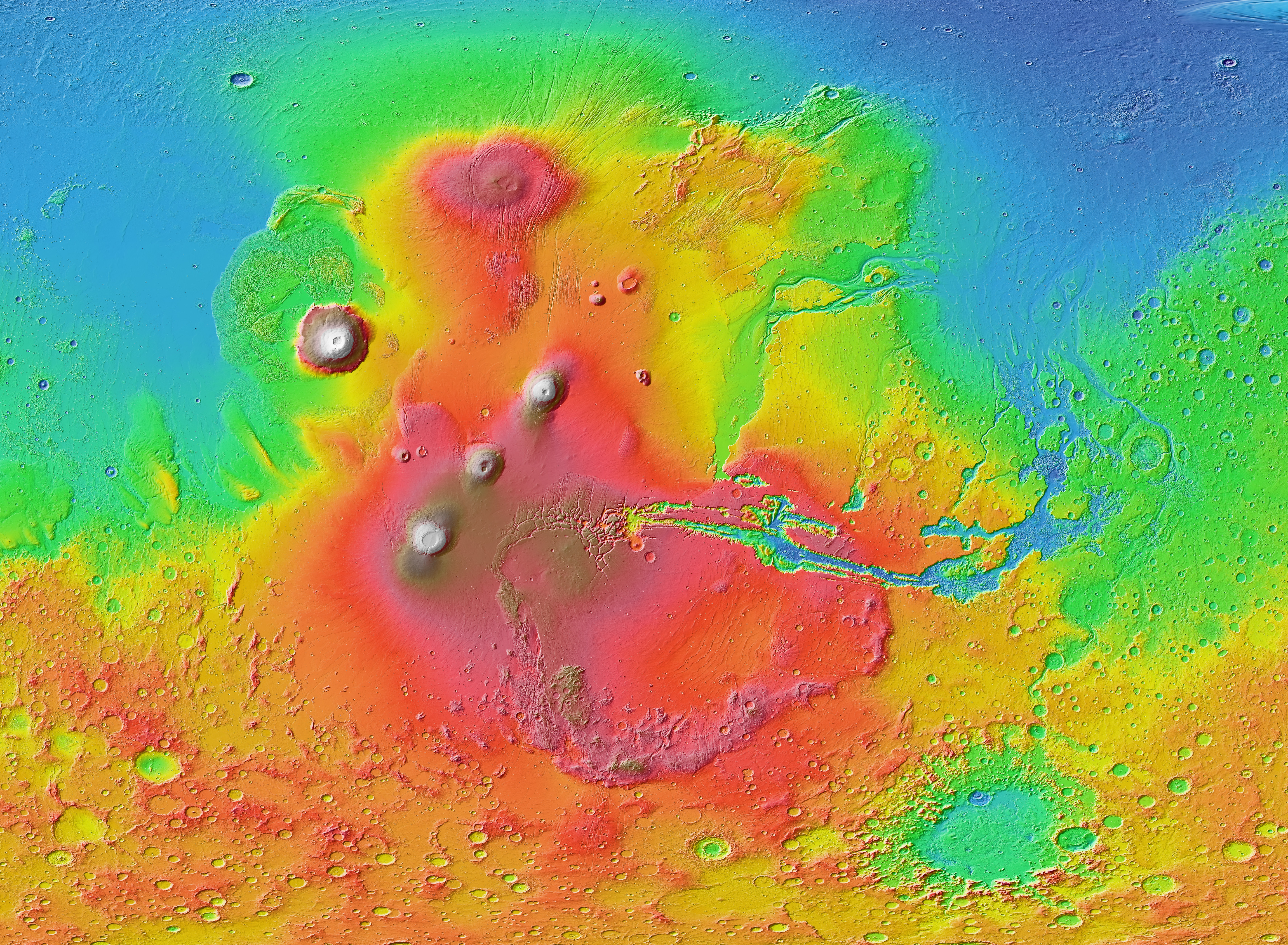
La región de Tharsis (que se muestra en tonos de rojo y marrón) domina el hemisferio occidental de Marte, como se ve en este mapa en relieve coloreado del Mars Orbiter Laser Altimeter (MOLA). Los volcanes altos aparecen blancos. Los Tharsis Montes son los tres volcanes alineados a la izquierda del centro. Olympus Mons se encuentra al noroeste. La característica ovalada en el norte es Alba Mons. El sistema de cañones Valles Marineris se extiende hacia el este desde Tharsis; desde su vecindad, los canales de desagüe que una vez llevaron las aguas de la inundación se extienden hacia el norte.

La región engloba el denominado «abultamiento de Tharsis», resultado de una descomunal acumulación de lava en torno a un radio superior a los 1000 kilómetros, y donde se localizan los denominados Tharsis Montes, un grupo de volcanes que incluyen a algunos de los más grandes del sistema solar. Monte Olimpo está situado arriba a la izquierda; en el centro, diagonalmente de arriba abajo, están Ascraeus Mons, Pavonis Mons y Arsia Mons, (conocidos colectivamente como Tharsis Montes, los Montes de Tharsis). El abultamiento de Tharsis se eleva 10 kilómetros sobre las tierras circundantes, y abarca unos 30 millones de kilómetros cuadrados, una quinta parte de la superficie del planeta. Se piensa que se ha estado formado durante un periodo de alrededor de 100 millones de años, durante la era Noeica.
Otros elementos volcánicos destacables son Tharsis Tholus y Alba Patera, el único volcán existente al norte de la región de Tharsis.
El gran tamaño del abultamiento de Tharsis tuvo un gran impacto en la geología de Marte. Tharsis está bordeado por una depresión topográfica con forma de anillo, llamada el Paso (o Desfiladero) de Tharsis, mientras que en el lado opuesto del planeta hay una protuberancia menor, llamada Arabia Terra, la cual pudo haberse formado como resultado del abultamiento de Tharsis. Este hecho fue la principal causa en la formación de los valles de drenaje del planeta rojo, la mayor parte formados en la última fase de la era Noeica. Las grandes cantidades de dióxido de carbono y vapor de agua que pudieron haber sido emitidas por el magma de Tharsis también pudieron haber jugado un importante papel en el periodo húmedo de Marte. Roger J. Phillips calculó en 2001 que pudo haberse formado una atmósfera de dióxido de carbono de 1,5 bares, y una capa de agua de 120 metros de profundidad media.